# Шахматы для троих

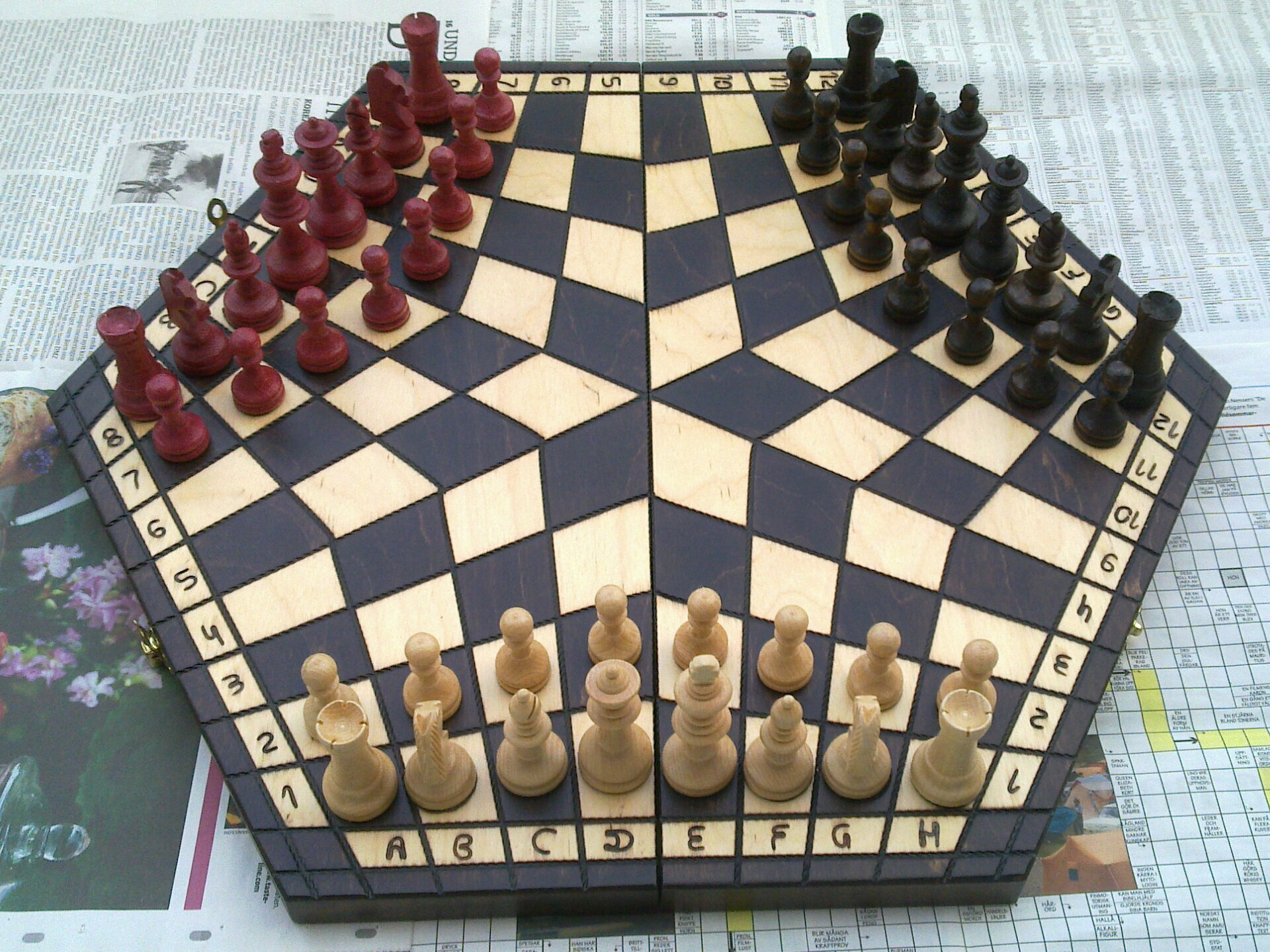
Шахматы на троих игроков на шестиугольной доске с четырёхугольными полями

Шахматы для троих — семейство вариантов шахмат, разработанных специально для игры втроём. Относятся к коалиционным играм. Существует множество вариаций шахмат для троих игроков. Как правило, в них используется нестандартная доска. Например, шестиугольная доска, доска с клетками — правильными треугольниками или трёхсторонняя с четырёхугольными клетками, соединяющимися в центре доски особым образом.

## Проблема баланса в трёхсторонних шахматах
Разработка удачных вариантов шахмат (как и других игр) для троих игроков особенно сложна, поскольку дисбаланс, возникающий, когда двое объединяются против одного, как правило, слишком велик для того, чтобы атакуемый мог с ним совладать. Известно несколько вариантов решения этой проблемы.

### Игра до первого победителя
Некоторые варианты вводят правило игры до первого мата: партия заканчивается, как только поставлен мат одному из игроков, победителем считается только поставивший мат, а проигравшим — не только тот, кому поставили мат, но и третий игрок.

### «Правило нейтралитета»
Ещё один вариант решения проблемы баланса с сохранением возможности кооперации — «правило нейтралитета», придуманное в 2006 году Ильшатом Тагиевым для разработанного им варианта трёхсторонних шахмат:
Игрок, чья очередь ходить, может атаковать данного противника, только если этот противник своим предыдущим ходом атаковал его или этот противник не был атакован третьим игроком на его предыдущем ходе. Альтернативная формулировка: Того, кто в предыдущем для тебя круге ходов был атакован другим игроком и сам не атаковал тебя, нельзя атаковать. (Под «атакой» во всех случаях понимается взятие фигуры или пешки соперника.)
«Правило нейтралитета» исключает возможность согласованной последовательной атаки двумя игроками третьего. Поскольку роль ходящего движется по кругу, то каждый атакующий ход каждого игрока ограничивает возможности нападения для других игроков. Благодаря этому значительно выравнивается баланс грубой силы, при сохранении возможности для кооперации игроков через расстановку фигур на игровом поле.

## Трёхсторонние доски
Относительно популярный вариант игры на 96-клеточной доске был запатентован в 1972 г. основателем Марсианского общества Робертом Зубрином. Время от времени другие люди претендуют на авторство этого варианта. Однако существование патента, датированного 1972 г., ставит всё по местам, так как претенденты, как правило, утверждают, что возраст «их изобретения» существенно меньше. Ниже — правила этого варианта.

### Правила одного из вариантов
Правила напоминают стандартные, но учитывают изменённую геометрию доски. У каждого игрока по 16 фигур.
- Пешка, подобно обычным шахматам, ходит вперёд по вертикали, бьет по диагонали. В центре у пешки три клетки под боем. Половина пешек идёт налево, половина — направо.
- Слон, как в обычных шахматах, ходит и бьет по диагоналям. а Диагоналями считаются ломаные линии, состоящие из отрезков — диагоналей клеток одного цвета. Таким образом, из угловой клетки доски слон может перейти на обе остальные угловые клетки того же цвета.
- Ладья, как в обычных шахматах, ходит и бьет по горизонталям и вертикалям. Горизонталями и вертикалями считаются ломаные линии, состоящие из отрезков, соединяющих противоположные стороны клеток.
- Ход коня: две клетки по горизонтали, затем одна по вертикали; либо две по вертикали, затем одна по горизонтали. Перепрыгивает через фигуры.
- Ферзь ходит, как слон и как ладья.

Право первого хода определяется жребием. Затем ход переходит по часовой стрелке. Все фигуры игрока, получившего мат первым, кроме короля, остаются на своих местах и переходят к игроку, поставившему мат, после чего игра продолжается. Игрок, которому принадлежат фигуры двух цветов, каждый очередной ход делает только одной фигурой любого из двух цветов, при этом они больше не могут бить друг друга.

## Доски с треугольными клетками
Пример такой игры — запатентованные в 2001 г. петербуржцем Николаем Кулаковым шахматы на доске в форме шестиконечной звезды, разделенной на треугольные клетки.

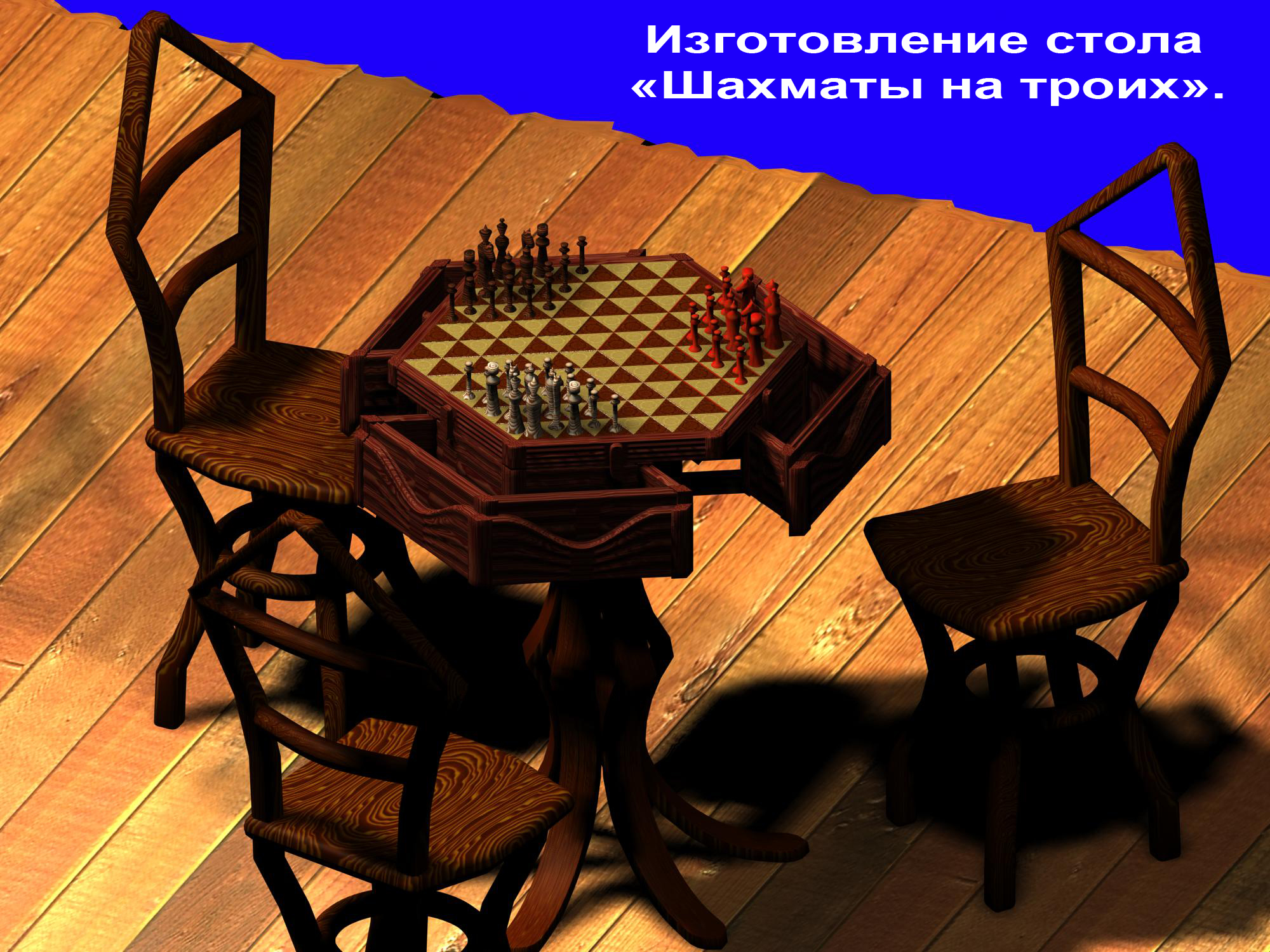
Вариант стола шахматы на троих с треугольными клетками

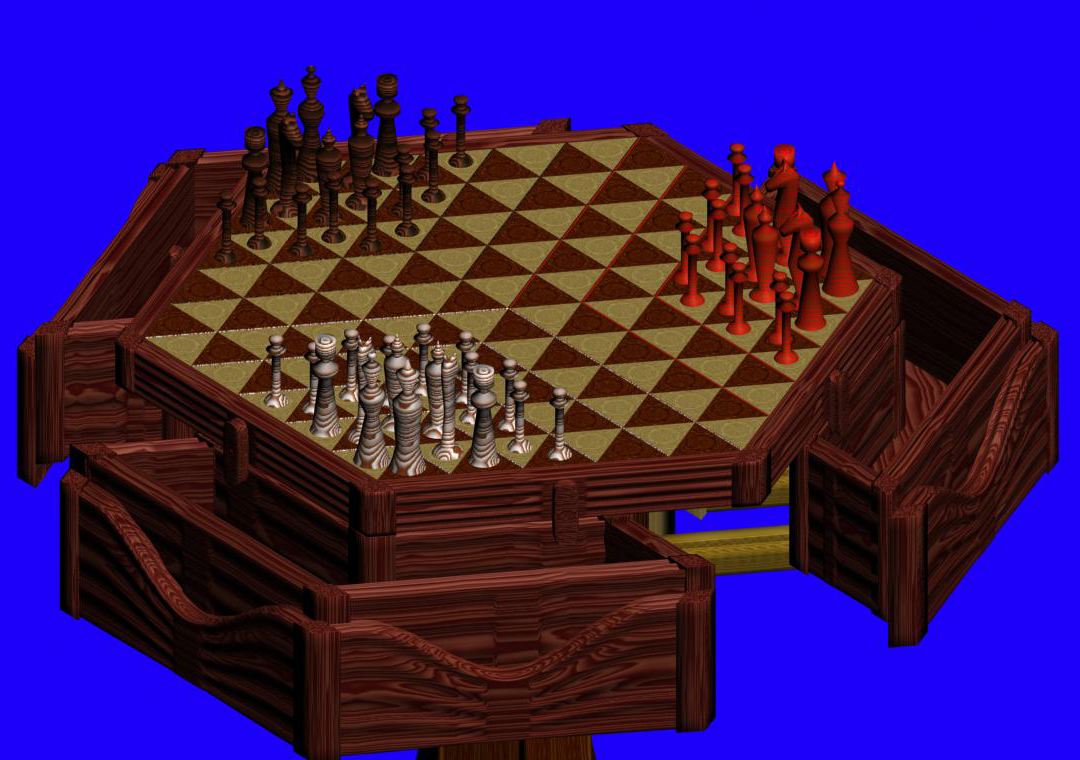
Игровое поле стола шахматы на троих с треугольными клетками

Также известны шахматы с доской в форме шестиугольника со стороной в пять треугольников, которые запатентовал в 2008 г. ижевчанин Ильшат Тагиев.
Отличия от традиционных шахмат на двоих:
- построение фигур в углу шестиугольника;
- координата каждой клетки задается через интуитивно понятное деление игрового поля. (Игровое поле делится на три цвета «королевства»: Белый, Чёрный, Красный по часовой стрелке, каждое королевство — на пять «административных образования» — АО: «Село», «Пригород», «Город», «Дворец», «Трон», в каждом АО клетки-треугольники пронумерованы слева направо от игрока, играющего за этот цвет. Например, «Красные Село 14» — КС14, «Белые Трон 2» — БТ2.)
- используется «Дипломатия» («Правило Нейтралитета», «Вассальская зависимость», «Овладение войском противника»);
- в каждом наборе фигур на две пешки больше;

Особый случай с пешкой:
- пешка может двигаться во все стороны по «вертикаль-горизонталям». (Поэтому каждая пешка может быть направлена против всех противников. Пешка в противоположном конце игрового поля не упирается в край, и в том числе потому нет превращения пешки в ферзя. Пешка может возвращаться «назад», двигаться «в бок».)
- пешка может много раз делать двойное перемещение без взятия в любую сторону, если она находится в «городе», «дворце», «троне».
- две пешки могут защищать друг друга, если обе вне своего «города», «дворца», «трона»;
- пешка не может брать вражескую фигуру, которая находится в «городе», «дворце», «троне» цвета этой пешки. (Поэтому оборону нужно выстраивать, выдвигая пешки в «пригород», «село» и далее на вражескую территорию. Так как две пешки, находящиеся в своём «городе», «дворце», «троне» не могут защищать друг друга.)

Общее с традиционными шахматами на двоих:
- все фигуры те же и перемещаются так же, если учесть замену квадратных клеток на треугольные. (Соседние клетки того же цвета, что и данная, — «диагонали». Соседние клетки противоположного цвета — «вертикаль-горизонтали».)
- пешки стоят перед фигурами, а фигуры защищают все пешки при начальном построении;
- геометрия игрового поля не искажается, количество соседних клеток при движении фигуры не меняется (не считая краев игрового поля).
- в традиционных шахматах вокруг клетки 8 соседних клеток — 4 на каждого игрока. В этом варианте шахмат на троих вокруг клетки 12 соседних клеток — так же по 4 на каждого игрока.

## Другие типы досок

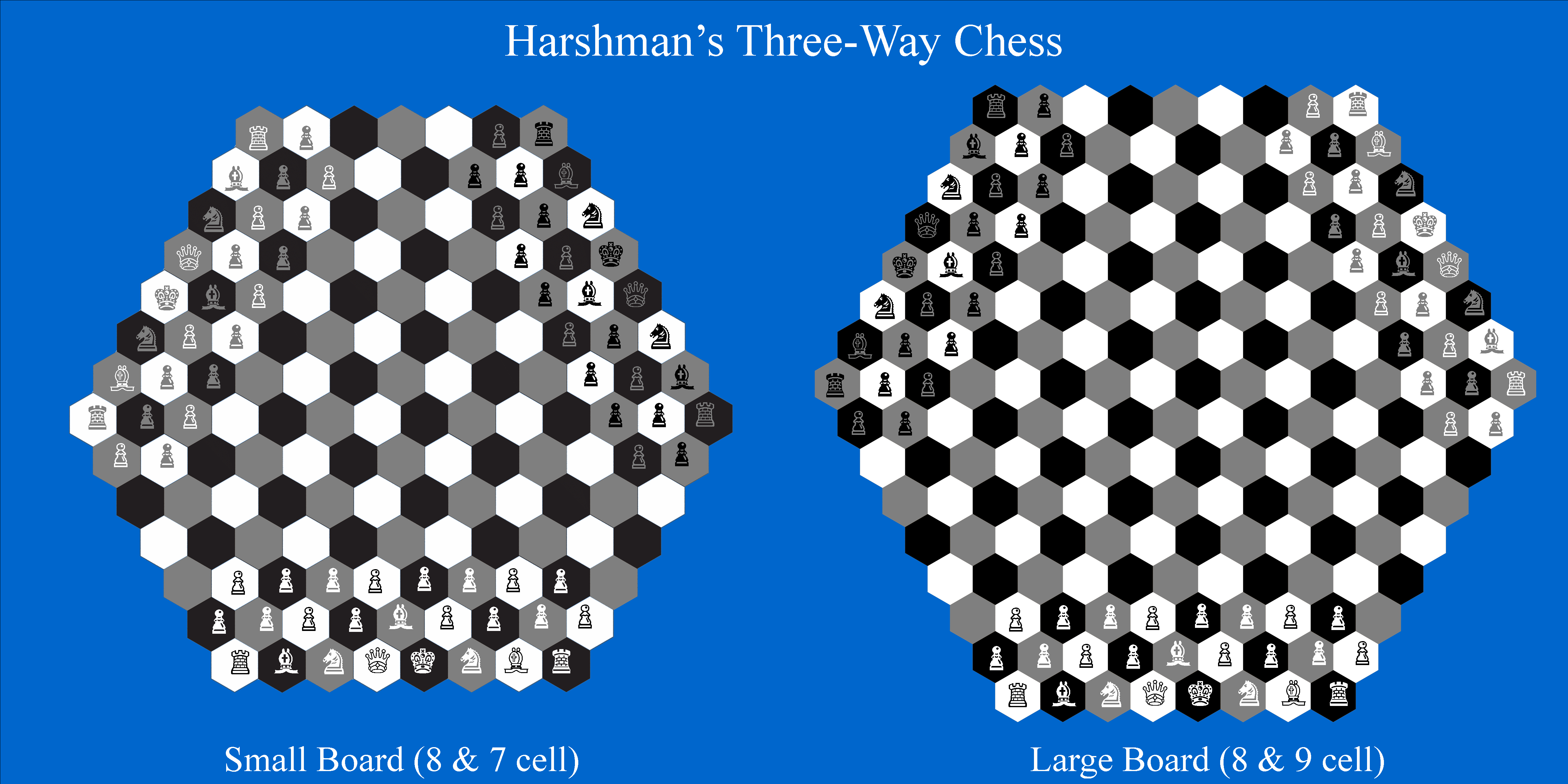
В трехходовых шахматах используется неправильная шестиугольная доска. Харшман поменял местами начальные позиции коней и слонов в заднем ряду так, чтобы каждый игрок мог начать со слоном на клетке каждого цвета

Профессор Ричард Харшман разработал шахматы «Три в ряд» в качестве неврологического эксперимента. В нее играют три игрока на неправильной шестиугольной доске в 140 или 200 клеток. В обеих версиях ширина домашних рядов всех игроков составляет 8 клеток. Однако в меньшей версии на трех чередующихся сторонах по 7 клеток, а в большей — 9.
Третий слон каждого игрока начинает свой ход в середине второго ряда на клетке того же цвета, что и фигуры этого игрока. Белые всегда ходят первыми. Красный всегда ходит вторым. Черные всегда ходят последними. Соответственно, направление игры меняется в зависимости от того, какого размера доска используется.

## Дипломатия
Некоторые варианты шахмат для игры втроём используют появление дополнительного игрока для расширения правил игры, включая в правила возможность введения дипломатии в начале игры по договорённости, сложных взаимоотношений между игроками, например, «вассальскую зависимость»[уточнить].
Обосновывается такое нововведение желанием предоставить игрокам возможность выбирать, использовать сложные взаимоотношения или не использовать, желанием расширить впечатления от игры.